# Universitat d'Erlangen-Nuremberg

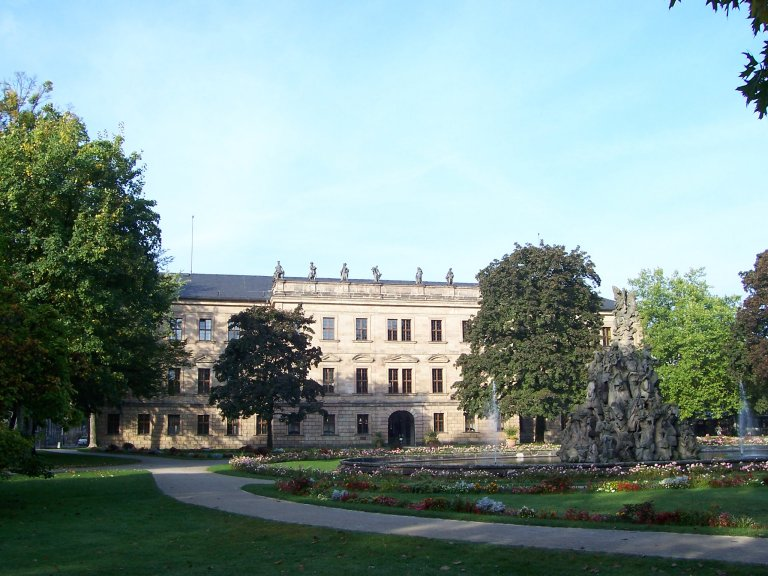
El castell en el centre d'Erlangen, conegut popularment com el Schloss, allotja a gran part de l'administració de la universitat.

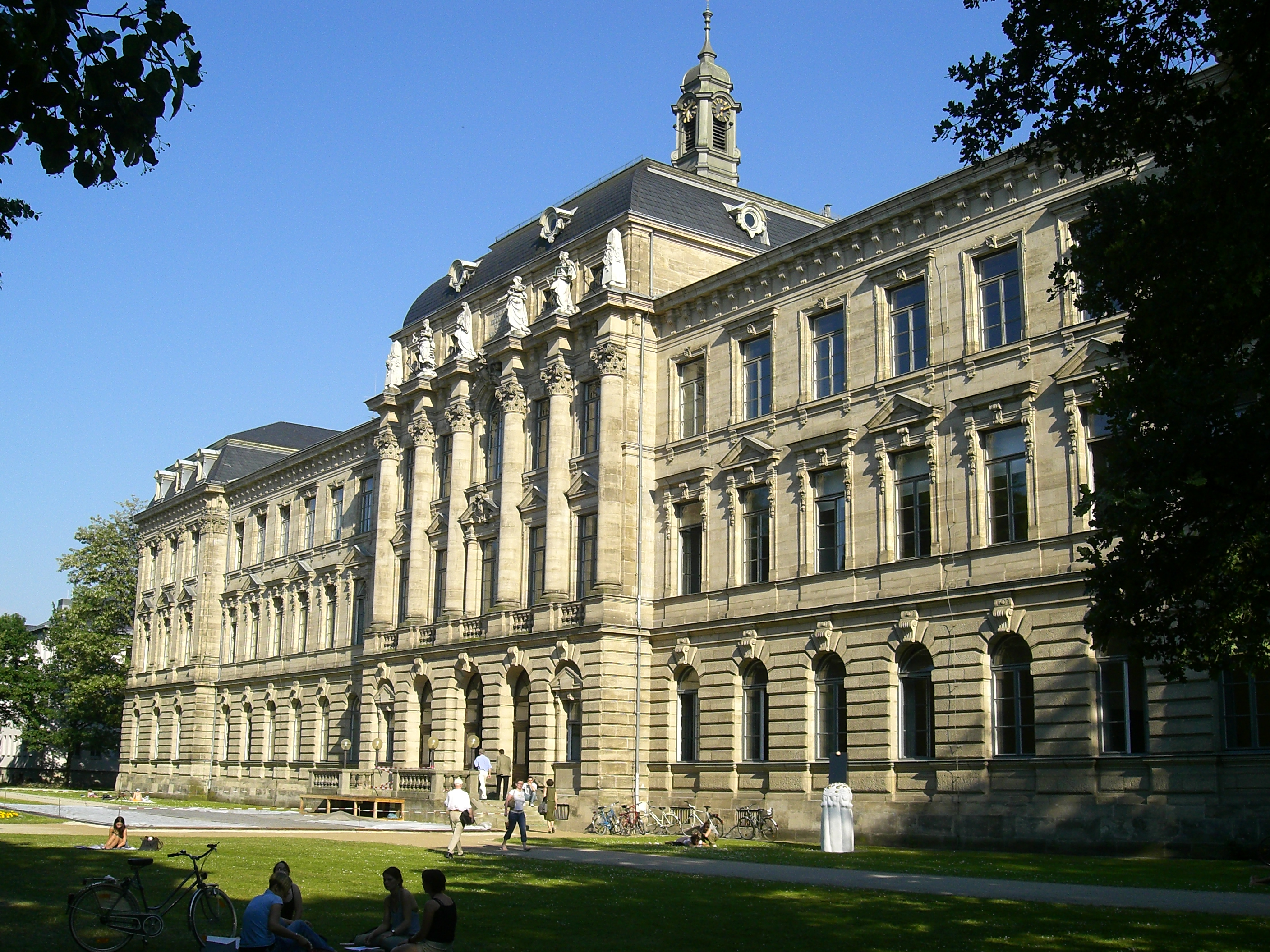
El Kollegienhaus, edifici central històric i sala de conferències de la universitat en els límits del Schlossgarten.

La Universitat d'Erlangen-Nuremberg (alemany: Friedrich-Alexander-Universität Erlangen-Nürnberg, abreujat FAU) és una universitat de les ciutats d'Erlangen i Nuremberg en Baviera, Alemanya. És la segona universitat de Baviera amb cinc escoles, 265 càtedres i 12.000 empleats. En el semestre d'hivern de 2009-2010 tenia 27.299 estudiants, dels quals dos terços eren a Erlangen i la resta a Nuremberg. La universitat té aproximadament 2.500 estudiants estrangers.

## Història
La universitat va ser fundada en 1742 en Bayreuth per Frederic de Brandenburg-Bayreuth i es va traslladar a Erlangen en 1743. El seu fundador (a qui es rendeix honor en el nom oficial de la institució) va brindar un suport important a la institució en els seus primers passos.
Des de la seua creació, la universitat va ser una institució protestant, que es secularitzà a poc a poc. Durant l'era nazi, la universitat va ser una de les primeres a tenir una majoria d'afiliats al partit nazi en el consell estudiantil. En 1961 el col·legi de negocis de Nuremberg es va fusionar amb la Universitat d'Erlangen, resultant en l'estat actual amb una universitat dividida en dues ciutats. En 1966 es va inaugurar una facultat tècnica i el col·legi pedagògic de Nuremberg va passar a formar part de la universitat en 1972.

## Escoles
En febrer de 2007 el govern de la universitat va aprovar una reestructuració en 5 facultats. Des d'octubre de 2007 la FAU està formada per:
- Escola d'Humanitats i Ciències Socials, Escola de Teologia
- Escola de Dret, Escola de Negocis i Economia
- Escola de Medicina
- Escola de Ciències
- Escola d'Enginyeria

La següents facultats van formar part de la universitat (ordenades per data de fundació):
- Facultat de Teologia
- Facultat de Dret
- Facultat de Medicina
- Facultat de Filosofia I (Filosofia, Història i Ciències Socials)
- Facultat de Filosofia II (idiomes i literatura)
- Facultat de Ciències I (Matemàtiques i Física)
- Facultat de Ciències II (Biologia, Química i Farmàcia)
- Facultat de Ciències III (Geografia, Geologia / Mineralogia / Paleontologia)
- Facultat de Negocis i Ciències Socials
- Facultat Tècnica[2]
- Facultat de Pedagogia (1972) en Nuremberg

## Llocs d'interès
- Jardí Botànic d'Erlangen, jardí botànic de la universitat.

## Estudiants cèlebres
- Johann Christian Daniel von Schreber (1739–1810), naturalista, estudiós dels mamífers;
- Samuel Hahnemann (1755-1843), creador de l'homeopatia;
- Georg Simon Ohm (1789–1854), físic, la Llei d'Ohm, s'anomenà en el seu honor;
- Justus von Liebig (1803–1873), químic, "pare de la indústria dels fertilitzants";
- Ludwig Andreas Feuerbach (1804–1872), filòsof, associat amb els Joves hegelians, un ateu;
- Eduard Buchner (1860-1917), químic, Premi Nobel de Química de 1907;
- Emmy Noether (1882–1935), matemàtic, el teorema de Noether s'anomenà en el seu honor;
- Hans Geiger (1882-1945), físic, Comptador Geiger;
- Ludwig Erhard (1897-1977), canceller d'Alemanya 1963-1966;
- Karlheinz Brandenburg (1954–), enginyer de so, desenvolupador del còdec d'àudio per a MP3.